# 永宁酸模
永宁酸模（学名：Rumex yungningensis）为蓼科酸模属下的一个种。